# Бжегі (Свентокшиське воєводство)
Бжеґі (пол. Brzegi) — село в Польщі, у гміні Собкув Єнджейовського повіту Свентокшиського воєводства.
Населення — 505 осіб (2011).
У 1975-1998 роках село належало до Келецького воєводства.

## Демографія
Демографічна структура на день 31 березня 2011 року:
|          | Загалом | Допрацездатний вік | Працездатний вік | Постпрацездатний вік |
| -------- | ------- | ------------------ | ---------------- | -------------------- |
| Чоловіки | 250     | 56                 | 173              | 21                   |
| Жінки    | 255     | 41                 | 156              | 58                   |
| Разом    | 505     | 97                 | 329              | 79                   |